# Microcaecilia iwokramae
Espèce
Synonymes
- Caecilita iwokramae Wake & Donnelly, 2010

Statut de conservation UICN

 DD  : Données insuffisantes
Microcaecilia iwokramae est une espèce de gymnophiones de la famille des Siphonopidae.

## Répartition
Cette espèce est endémique du Guyana. Elle se rencontre à environ 1 000 m d'altitude dans la forêt d'Iwokrama.

## Description
La femelle holotype mesure 112 mm de longueur totale.

## Taxinomie
Cette espèce a été décrite dans le genre monotypique Caecilita, celui-ci a été placé en synonymie avec Microcaecilia par Wilkinson, Kok, Ahmed et Gower en 2014.

## Étymologie
Son nom d'espèce lui a été donné en référence au lieu de sa découverte, la forêt d'Iwokrama.

## Publication originale
- Wake & Donnelly, 2010 : A new lungless caecilian (Amphibia: Gymnophiona) from Guyana. Proceedings of the Royal Society of London, sér. B, Biological Sciences, vol. 277, p. 915-922 (texte intégral).